# 함양우체국
함양우체국은 경상남도 함양군을 관할하는 부산지방우정청 우체국이다.

## 연혁
- 1905년 5월 29일 : 안의임시우체소 설치[1]
- 1906년 11월 30일 : 안의임시우체소 폐지
- 1906년 12월 1일: 함양우편소로 개소, 안의우체소 설치[2]
- 1911년 11월 30일 : 안의우체소 폐지[3]
- 1911년 12월 1일 : 안의우편소 설치[4]
- 1923년 3월 26일 : 함양우편소 설치[5]
- 1938년 3월 6일 : 수동우편취급소 설치[6]
- 1940년 3월 10일 : 수동우편취급소 폐지[7]
- 1940년 3월 11일 : 수동우편소 설치[8]
- 1940년 3월 21일 : 대남우편취급소 설치[9]
- 1941년 2월 1일 : 함양우편소를 함양우편국으로, 수동우편소를 수동우편국으로, 안의우편소를 안의우편국으로 개칭[10]
- 1942년 3월 15일 : 대남우편취급소 폐지[11]
- 1942년 3월 16일 : 대남우편국 설치[12] 이후 서상우체국으로 개칭
- 1950년 1월 12일: 함양우편국을 함양우체국으로 개칭
- 1959년 12월 29일 : 마천우체국 개국[13]
- 1964년 9월 24일 : 서하우체국 별정우체국 개국[14]
- 1964년 12월 25일 : 백전우체국 별정우체국 개국[15]
- 1964년 12월 31일 : 지곡우체국 별정우체국 개국[15]
- 1966년 8월 1일 : 경남병곡우체국 별정우체국 개국[16]
- 1967년 8월 1일 : 유림우체국 개국[17]
- 1971년 12월 5일: 사무관국으로 승격
- 1983년 1월 1일: 한국전기통신공사와 분리
- 1985년 12월 30일 : 함양엄천우편취급소 개국[18]
- 1986년 12월 30일 : 함양상남우편취급소 개국[19]
- 1987년 12월 30일 : 함양천령우편취급소 개국[20]
- 1989년 3월 10일 : 함양엄천우편취급소 폐국[21]
- 1991년 1월 21일 : 함양백무동우편취급소 개국[22]
- 1997년 7월 1일: 함양우체국 편제 개편(2과 1실)
- 1999년 4월 25일: 함양우체국 현청사 개축 완공
- 2011년 12월 19일: 백전우체국을 함양백전우체국으로, 경남병곡우체국을 함양병곡우체국으로, 서하우체국을 함양서하우체국으로, 지곡우체국을 함양지곡우체국으로, 휴천우체국을 함양휴천우체국으로 명칭 변경[23]
- 2014년 1월 1일: 우편구역을 다음과 같이 고시[24]

| 배달국     | 배달구역                                                                                  | 구역번호            |
| ---------- | ----------------------------------------------------------------------------------------- | ------------------- |
| 함양우체국 | 함양읍 · 병곡면 · 백전면 · 수동면 · 유림면 · 지곡면 · 휴천면 (단, 휴천면 50053 구역 제외) | 50014 ~ 50052 50054 |
| 안의우체국 | 안의면 · 서상면 · 서하면                                                                  | 50000 ~ 50013       |
| 마천우체국 | 마천면 · 휴천면 (단, 휴천면 50053 구역)                                                   | 50053 50055 ~ 50057 |

- 2020년 8월 19일 : 함양천령우편취급국을 함양읍 용평2길 15에서 함양읍 함양로 1194로 이전[25]
- 2020년 11월 2일 : 유림우체국이 수동우체국으로 통합되어 폐국[26]

## 관할 우체국
| 우체국명             | 사진 | 주소                                     | 비고                                                     |
| -------------------- | ---- | ---------------------------------------- | -------------------------------------------------------- |
| 마천우체국           |      | 경상남도 함양군 마천면 천왕봉로 1169     |                                                          |
| 서상우체국           |      | 경상남도 함양군 서상면 서상로 295-1      |                                                          |
| 수동우체국           |      | 경상남도 함양군 수동면 수동길 21         |                                                          |
| 안의우체국           |      | 경상남도 함양군 안의면 광풍로 114        |                                                          |
| 유림우체국           |      | 경상남도 함양군 유림면 천왕봉로 2872-2   | 2020년 11월 2일 폐국                                     |
| 함양백무동우편취급소 |      | 경상남도 함양군 마천면 강청리            |                                                          |
| 함양백전우체국       |      | 경상남도 함양군 백전면 함양남서로 2353   | 별정우체국 2011년 12월 19일 백전우체국에서 명칭 변경     |
| 함양병곡우체국       |      | 경상남도 함양군 병곡면 함양남서로 1758   | 별정우체국 2011년 12월 19일 경남병곡우체국에서 명칭 변경 |
| 함양상남우편취급소   |      | 경상남도 함양군 서상면 상남리            |                                                          |
| 함양서하우체국       |      | 경상남도 함양군 서하면 함양남서로 3944   | 별정우체국 2011년 12월 19일 서하우체국에서 명칭 변경     |
| 함양엄천우편취급소   |      | 경상남도 함양군 휴천면 남호리            |                                                          |
| 함양지곡우체국       |      | 경상남도 함양군 지곡면 병곡지곡로 966-16 | 별정우체국 2011년 12월 19일 지곡우체국에서 명칭 변경     |
| 함양천령우편취급국   |      | 경상남도 함양군 함양읍 함양로 1194       | 2020년 8월 19일 이전                                     |
| 함양휴천우체국       |      | 경상남도 함양군 휴천면 목현옥매로 26     | 별정우체국 2011년 12월 19일 휴천우체국에서 명칭 변경     |

## 조직
- 경영지도실
- 영업과
- 우편물류과